# Carlos Weber
Pour les articles homonymes, voir Weber.
Carlos Weber, né le 6 janvier 1966 à Buenos Aires, est un joueur de volley-ball argentin.

## Carrière
Carlos Weber participe aux Jeux olympiques de 1988 à Séoul et remporte la médaille de bronze avec l'équipe argentine composée de Daniel Castellani, Esteban Martinez, Alejandro Diz, Daniel Colla, Claudio Zulianello, Hugo Conte, Waldo Kantor, Raul Quiroga, Jon Uriarte, Esteban de Palma et Juan Cuminetti.

## Palmarès

### Joueur

#### En sélection
- Jeux panaméricains:
  - Vainqueur: 1995

- Championnat d'Amérique du Sud:
  - Vainqueur: 1989, 1991, 1993, 1995, 1999.

#### En club
- Championnat du Brésil:
  - Vice-champion: 1998, 1999.

### Entraîneur

#### En sélection
- Championnat d'Amérique du Sud:
  - Finaliste: 2011, 2013.

#### En club
- Championnat sud-américain des clubs:
  - Vainqueur: 2010.
  - Finaliste: 2017.

- Coupe ACLAV:
  - Vainqueur: 2006, 2007, 2008, 2009, 2014.

- Championnat du Brésil:
  - Champion: 2004, 2021.
  - Vice-champion: 2003.

- Championnat de Grèce:
  - Champion: 2006.

- Championnat d'Argentine:
  - Champion: 2007, 2008, 2009, 2010, 2017, 2019.
  - Vice-champion: 2011, 2015, 2016, 2018.

- Supercoupe du Brésil:
  - Vainqueur: 2020.

- Supercoupe de Pologne:
  - Vainqueur: 2012, 2015.